# Монтенегру, Фернанда
Ферна́нда Монтене́гру (порт. Fernanda Montenegro, род. 16 октября 1929[…], Рио-де-Жанейро) — бразильская актриса. Считается одной из лучших бразильских актрис всех времён. Широкую известность во всём мире приобрела после успеха фильма «Центральный вокзал», в котором блестяще исполнила главную роль. За неё в 1998 году получила премию «Серебряный медведь» Берлинского кинофестиваля, была номинирована на премии «Оскар» и «Золотой глобус».

## Биография

### Ранние годы и личная жизнь
Арлет Пиньейру Эстевес да Силва родилась в пригороде Рио-де-Жанейро в семье домохозяйки итальянского происхождения и бразильского рабочего. Ей не исполнилось и 20 лет, когда она стала учиться в «Берлитц» на секретаря. Вскоре она приняла участие в конкурсе и стала актрисой на радио, где проработала десять лет.
В 1953 году она выходит замуж за актёра Фернанду Торреса, с которым она познакомилась в театре, во время участия в пьесе «Радостные песни гор». Она прожила вместе с ним до его смерти в 2008 году. У неё двое детей — актриса Фернанда Торрес и режиссёр Клаудиу Торрес.

### Карьера
С 1950-х годов она участвует в театральных постановках. Именно в это время она берёт артистический псевдоним Фернанда Монтенегру. Благодаря своей способности к перевоплощению она вскоре стала одной из ведущих театральных актрис Бразилии. В 1959 году вместе с актёрами Фернанду Торресом, Сержиу Бритту, Италу Росси и режиссёром Джанни Ратто основывает «Театр семи» в Рио-де-Жанейро, участвует во всех спектаклях этого театра до его роспуска в 1965 году.
В начале 60-х она переезжает в Сан-Паулу, где участвует в 170 телеспектаклях, с 1963 года начинает сниматься в телесериалах. Но широко известна среди телезрителей она стала только с 1979 года. Она становится любимицей авторов и публики, снимается в различных программах студии «Globo». Чаще всего она снимается в телесериалах Сильвио де Абреу. Первая совместная работа с этим автором — телесериал 1983 года «Война полов» была необыкновенно успешной среди аудитории. Её партнёром по сериалу стал известный театральный актёр Пауло Аутран. Роль феминистки Шарло принесла ей очередную премию «APCA Trophy».
В кино Фернанда начала сниматься с 1964 года, уже в следующем году она получает премию «Канданго» на бразильском кинофестивале за роль в фильме «Умершая». Героиня этого фильма, замужняя женщина из пригорода Рио-де-Жанейро, несчастлива и поглощена идеей смерти — хочет первоклассных похорон и даже покупает себе заранее роскошный гроб. Фильм 1981 года «Они не носят чёрный галстук», в котором она и Джанфранческо Гварньери исполнили главные роли, на венецианском кинофестивале получил премию ФИПРЕССИ. В 1985 году президент Бразилии Жозе Сарней предлагает ей стать министром культуры, но она, несмотря на поддержку артистического мира и одобрение публики отказалась, решив что это не её призвание.
В 1997 году фильм режиссёра Бруно Баретту «Четыре дня в сентябре», в котором она снялась вместе с дочерью Фернандой Торрес был номинирован на «Оскар». Фильм «Центральный вокзал» режиссёра Вальтера Саллеса сделал её всемирно известной. В этом фильме она играет роль уже немолодой Доры, пытающейся помочь незнакомому осиротевшему мальчику найти его отца. В 1999 году за исполнение этой роли она была номинирована на «Оскар» за лучшую женскую роль. Позже, вместе с дочерью она участвует в двух фильмах сына — режиссёра Клаудио Торреса — «Предательство» и «Спаситель», которые получили множество наград в Бразилии. В 2004 году вместе с Раулем Кортесом снимается в фильме Маркуса Бернштейна «Другая сторона улицы», за что была награждена специальным призом на фестивале в Сан-Себастьяне. В этом же году исполняет роль матери коммунистического лидера Бразилии — Луиса Карлоса Престеса в кинофильме режиссёра Жайме Монжардима «Ольга». В 2005 году вместе с актёром Родриго Санторо она участвует в высокохудожественном мини-сериале «Сегодня — день Марии». Этот сериал был номинирован на международную премию американской телеакадемии «Эмми» в категории лучший телевизионный фильм или мини-сериал. Новая роль властной интриганки Бии Фалкао в телесериале Сильвио де Абреу «Белиссима» в 2005 году приносит ей пятую по счёту премию «APCA Trophy» (ассоциации критиков искусства г. Сан-Паулу).

## Избранная фильмография

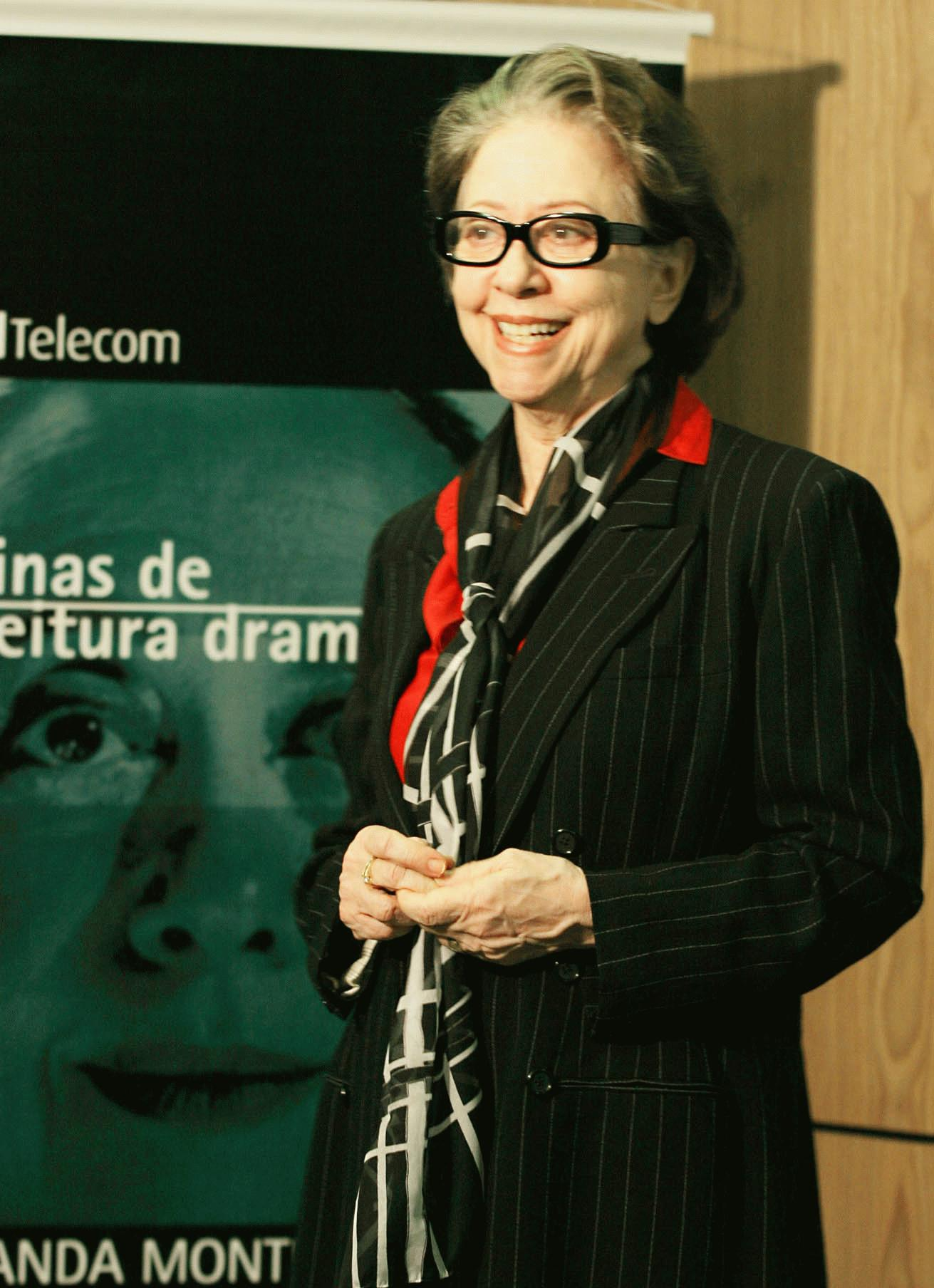

- 2024 — Я всё ещё здесь — Юнис Пайва[порт.] в пожилом возрасте
- 2019 — Невидимая жизнь Эвридики — Эвридика в пожилом возрасте
- 2017—2018 — «Обратная сторона рая» — Мерседес
- 2013 — «Сарамандайя» (Saramandaia) — дона Кандида (Кандинья) Росаду
- 2010 — «Страсть» — Бете Гоувеа
- 2008 — «Дорогие друзья» — Дона Ираси (мини-сериал)
- 2007 — «Любовь во время холеры» — Трансито Ариза
- 2005 — «Белиссима» — Биа Фалкао
  - «Сегодня — день Марии 2» — Дона Кабеса (мини-сериал)
  - «Дом из песка» — Дона Мария
  - «Сегодня — день Марии» — Мачеха (мини-сериал)
- 2004 — «Спаситель» — Дона Изаура
  - «Ольга» — Леокадия Престес
  - «Другая сторона улицы» — Режина
  - «Земля любви, земля надежды» — Луиза
- 2002 — «Пастыри ночи» — Тиберия (мини-сериал по роману Жоржи Амаду «Пастыри ночи»)
- 2001 — «Дети Евы» — Лулу ди Люксембурго
- 2000 — «Auto da Compadecida, O» — Compadecida
- 1999 — «Близнецы» — Мать
  - «Предательство» — Женщина в баре/мать Дагмар/Женщина из гостиницы
- 1998 — «Центральный вокзал» — Дора
- 1997 — «Заза» — Заза
  - «Четыре дня в сентябре» — Маргарида
  - «Случай в Антаресе» — Китерия Камполарго
- 1993 — «Возрождение» — Жакутинга
- 1991 — «Властелин мира» — Ольга Портела
- 1990 — «Сладкий ручей» — Мануэла
  - «Королева металлолома» — Саломе
- 1986 — «Cambalacho» — Нана
- 1985 — «Час звезды» — Мадам Карлота
- 1983 — «Война полов» — Шарло
- 1981 — «Бриллиант» — Шика Ньюман
  - «Танцуй со мной» — Силвия Толедо Фернандес
  - «Они не носят черный галстук» — Романа
- 1980 — «Лицом к лицу» — Ингрид
  - «Все хорошо» — Эльвира Барата
- 1971 — «Жизнь Иисуса Христа» — Самаритянка
- 1970 — «Смертный грех» — Фернанда
- 1968 — «Стена» — Кандида
- 1966 — «Спасение» — Лиза
- 1965 — «Умершая» — Зулмира
  - «Малая любовь — это не любовь» — Марилия

## Премии и награды

Фернанда Монтенегру, 1967.

- 1952 — премия Ассоциации театральных критиков Бразилии (открытие года)
- 1965 — премия «Канданго» (лучшая актриса) — фильм «Умершая»
- 1965 — премия «Мольер» (лучшая театральная актриса Рио)
- 1967 — премия «Мольер» (лучшая театральная актриса) — спектакли «Наша общая жена» и «Человек от начала до конца»
- 1976 — премия «Мольер» (лучшая театральная актриса) — спектакль «Более солидный дом»
- 1979 — премия «APCA Trophy» (лучшая телеактриса) — сериал «Лицом к лицу»
- 1982 — премия «APCA Trophy» (лучшая телеактриса) — сериал «Бриллиант»
- 1984 — премия «APCA Trophy» (лучшая телеактриса) — сериал «Война полов»
- 26 ноября 1987 — Офицер ордена Заслуг[17]
- 1995 — Орден Культурных заслуг (Бразилия)
- 1998 — премия «National Board of Review of Motion Pictures»(лучшая актриса) — фильм «Центральный вокзал»
- 1998 — премия Гаванского кинофестиваля (лучшая актриса) — фильм «Центральный вокзал»
- 1998 — премия «Серебряный медведь» Берлинского кинофестиваля (лучшая актриса) — фильм «Центральный вокзал»
- 1998 — премия «выбор критиков» кинофестиваля Форта Лаудердале (лучшая актриса) — фильм «Центральный вокзал»
- 1998 — премия ассоциации критиков искусства г. Лос-Анджелеса (лучшая актриса) — фильм «Центральный вокзал»
- 12 апреля 1999 — Большой крест Национальный орден Заслуг[порт.] (Бразилия)
- 1999 — номинация в премии «Оскар» за лучшую женскую роль — фильм «Центральный вокзал»
- 1999 — номинация в премии «Золотой глобус» за лучшую женскую роль — драма — фильм «Центральный вокзал»
- 1999 — премия «APCA Trophy» (лучшая актриса) — фильм «Центральный вокзал»
- 9 июня 2004 — Большой крест ордена Инфанта дона Энрике[17]
- 2004 — премия «Горизонт» Сан-Себастьянского кинофестиваля (специальное мнение жюри) — фильм «Другая сторона улицы»
- 2004 — премия «Калунга» аудиовизуального фестиваля в г. Ресифи (лучшая актриса) — фильм «Другая сторона улицы»
- 2004 — премия кинофестиваля «Трайбека» (лучшая актриса) — фильм «Другая сторона улицы»
- 2005 — гран-при Бразильского кино (лучшая актриса) — фильм «Другая сторона улицы»
- 2006 — премия «APCA Trophy» (лучшая телеактриса) — сериал «Белиссима»
- 2006 — премия «Контиго» (лучшая телеактриса) — сериал «Белиссима»
- 2006 — премия Гваладахарского кинофестиваля (лучшая актриса) — фильм «Дом из песка»
- 2007 — приз «Латиноамериканская фигура в культуре» кинофестиваля в г. Рио-де-Жанейро[18][19]